# Stevensfundatie
De Stevensfundatie was een hofje in Utrecht. Slechts enkele woningen zijn bewaard gebleven waardoor het niet meer als hofje herkenbaar is.
Gerardus Hendrikus Stevens bepaalde bij testament van 18 juni 1853 dat een deel van zijn nalatenschap zou moeten worden aangewend voor de oprichting van vrijwoningen voor protestantse ambachtslieden. Na zijn dood kochten de beheerders van de Stevensfundatie een stuk grond van het Heilige Kruisgasthuis aan tussen de Kruissteeg (vanaf 1869 Kruisstraat), de Biltstraat, de Stadsbuitengracht en de Gasthuisstraat, waar zich de Breyerskameren bevinden. In 1860 werden op dit terrein 50 woningen gebouwd op een binnentuin. De architect S.A. van Lunteren kwam uit een familie van tuinders. Het hofje werd volgens die tijd moderne hygiënische maatstaven gebouwd. Tijdens een uitbraak van cholera in de Gasthuisstraat viel in de Stevensfundatie slechts één dode. De bepaling dat de huizen bedoeld waren voor mannelijke ambachtslieden werd strikt nageleefd: als een man overleed, moesten zijn vrouw en kinderen het hofje verlaten terwijl een man die weduwnaar werd mocht blijven. De regels zijn in de jaren 30 versoepeld.
Door de komst van de Rijkshogereburgerschool in 1866 en concertgebouw Tivoli in 1871 was de Kruisstraat een drukke straat geworden en de gemeente wilde de straat verbreden. Plannen hiertoe werden in 1935 ingetrokken maar in 1955 alsnog uitgevoerd. Hierdoor moest de Stevensfundatie terrein inleveren: één fundatiewoning werd afgebroken en het voorterrein verkleind. Het ijzeren hek werd vervangen door een laag muurtje. Het gebouw Tivoli werd in 1955 afgebroken en de gemeente was van plan een nieuw cultuurcentrum te bouwen op de plaats van de Stevensfundatie. De fundatie (stichting) vroeg hiervoor 500.000 gulden en in 1959 werd de gemeente eigenaar. De fundatie bouwde vervangende woningen in Zuilen. Inmiddels waren de plannen van de gemeente weer gewijzigd en werd het terrein niet aangewend voor Tivoli. Het hofje werd bewoond door studenten en oorspronkelijke bewoners. Ondanks protesten werd in 1968 begonnen met de sloop van het merendeel van het hofje, dat plaats maakte voor een parkeerplaats. In 1986 werden hier een parkeergarage en etagewoningen gebouwd. De stichting Stevensfundatie verkocht in 1988 haar woningen in Zuilen maar bleef bestaan en keert incidenteel uitkeringen uit.
Een tweetal waterpompen van de Stevensfundatie zijn hergebruikt en vormen naast de Jacobikerk een rijksmonumentale waterpomp.